# Юшкевич Ігор Іванович
Ігор Іванович Юскевіч (англ. Igor Youskevitch; 13 березня 1912, Пирятин - 13 червня 1994, Нью-Йорк) - французький і американський артист балету, балетний педагог, виходець з України. Визнаний майстер романтичного репертуару.

## Біографія
Народився 13 березня 1912 року у місті Пирятин (нині - Полтавська область).
У 1920 році батьки Юскевича вивезли до Королівства Югославія. Згодом юнак захопився гімнастикою і швидко досяг значних спортивних висот . Навчався на інженера в Бєлградському університеті . 
Захоплювався атлетикою і гімнастикою, в складі югославської команди брав участь в Олімпійських іграх (1932)[уточнити]
Займатися балетом почав пізно. Навчався у Олени Полякової, Ольги Преображенської, Анатолія Вільтзака, Олександри Федорової. 
У 1932 році дебютував на паризькій сцені. У 1938 році увійшов до складу Російського балету Монте-Карло, керованого Леонідом Мясіним, виконав роль Офіцера в балеті «Паризьке веселощі» (1938). Успішно виступав з трупою в Австралії, працював в трупі до 1944 року. Танцював в постановках Мясіна, Броніслави Ніжинської. 
У 1944 році отримав громадянство США, служив в американському флоті.
З 1946 року по 1955 рік виступав у Театрі американського балету . Його партнерками були Алісія Маркова, Тамара Туманова, Наталія Красовська. Танцював з Алісією Алонсо в «Жизелі» і постановках Джорджа Баланчина. 
У 1947 році виступав на Кубі. 
У 1948 році був c «Балетом Алісії Алонсо» на гастролях в країнах Латинської Америки. Працював з цією балетною трупою до 1960 року. Кращою роллю тут була партія Ромео в балеті «Ромео і Джульєтта», поставленому Альберто Алонсо).
Знімався в США на телебаченні і в кіно, в тому числі у фільмі-балеті Джина Келлі «Запрошення до танцю» (1956), за що отримав премію «Золотий ведмідь» Берлінського кінофестивалю. Потім повернувся в Руський балет Монте-Карло як танцівник і художній керівник. У 1960 році був з гастролями Американського театру балету в СРСР  . 
У 1962 році закінчив сценічну кар'єру.
У 1962-1980 роках разом з дружиною, балериною Анною Скарповою, керував балетною школою в Нью-Йорку і невеликою балетною компанією Youth Ballet Romantique. У 1971-1982 викладав в Техаському університеті. У 1985 році разом з Ілоною Копен, заснував міжнародний конкурс New York International Ballet Competition (NYIBC) і був його художним директором.
Вплинув на творчість Еріка Бруна .

## Відзнаки
Лауреат кількох премій (1958, 1993).
- 1991 - танцювальна премія Capezio